# Alma (Safed)
Alma (علما) est un des villages arabes expulsés et vidés de leur population par les forces de défense israéliennes, à la fin de la première guerre israélo-arabe. Il faisait partie du sous-district de Safed, et était situé à 10 km de son chef-lieu, Safed. Il a été remplacé par le moshav du même nom.
Construit sur le plateau basaltique du nord de la Palestine, il se trouvait à environ 4 km de la frontière libanaise.

## Géographie
Alma est situé à environ 675 m au-dessus du niveau de la mer, dans une zone appellée les collines d’Alma, limitée par le Nahal Dishon. Le village tcherkesse de Reihaniya est situé à proximité.
La superficie des terres d'Alma était de 19 498 dounams dont 17 240 privés détenus par des Arabes, le reste étant des terres publiques.

## Histoire

### Empire romain
À l'époque de l'Empire romain, un village juif du même nom se trouvait dans la province romaine de Judée.
Des restes d'une construction identifiés comme ceux d'une synagogue se trouvent près du cimetière du moshav. Ils peuvent remonter au IIIe siècle. Aucune fouille systématique n'a été conduite sur le site.

### Empire byzantin
Des céramiques d'époque byzantine ont été découvertes. Plusieurs khirbats se trouvent dans les alentours, et trois fragments d'inscriptions venant 
d'une synagogue ont été découverts près du village au XXe siècle. Les ruines d'une tour de guet se trouvent sur la crête dominant le village, et trois petits dolmens se trouvent a quelques centaines de mètres au sud.

### Croisades
La première mention d'Alma remonte à la période des croisades, quand le village faisait partie du royaume de Jérusalem. Il est issu d'un nom de personne. Lorsque Benjamin  de Tudèle (1130–1173) visite le village, une communauté juive de 50 familles s'y trouve. Plusieurs sages mentionnés dans la Mishnah et le TalmudElle s'y maintient jusqu'au XVIIe siècle.
Les Croisés, qui contrôlent le village jusqu'en 1187, l'appellent Alme. Un manuscrit hébreu anonyme indique qu'il y a des habitants de religion juive et musulmane , et que le seigneur est apparemment Franc. Le soir du Shabbat, les deux communautés allument des bougies sur la tombe de Rabbi Eléazar ben Arakh, un Tannaïm et tsadik local (homme juste) ; un arbre miraculeux  se trouvait à proximité.
Deux inscriptions découvertes à 'Alma indiquent l'existence d'une  synagogue. L'une d'entre elles, faisant partie d'un linteau, était bilingue (Hébreu et araméen juif de Palestine, dont la partie de droite est un remploi. Elle consiste en une bénédiction de paix sur le site et le peuple d'Israël, et la dédicace du graveur. La datation correspond aux synagogues de Biram ; l'utilisation inhabituelle de la première personne est similaire à l'usage sur les épitaphes de Jérusalem. Enfin, l'inscription permet de confirmer l'usage de Lévi à la fois comme nom et comme titre. Une seconde inscription araméenne de deux lignes qui se lit  “]--[נה טברייה דע]בד -- | הדי[ן שקופה מלך ע]למה יתן ברכתה בעמלה[”, soit “…na le Tibérien qui a fait/donné ce linteau. Que le roi du monde (bénisse son ouvrage).” a été trouvée en remploi dans la synagogue.

### Empire ottoman

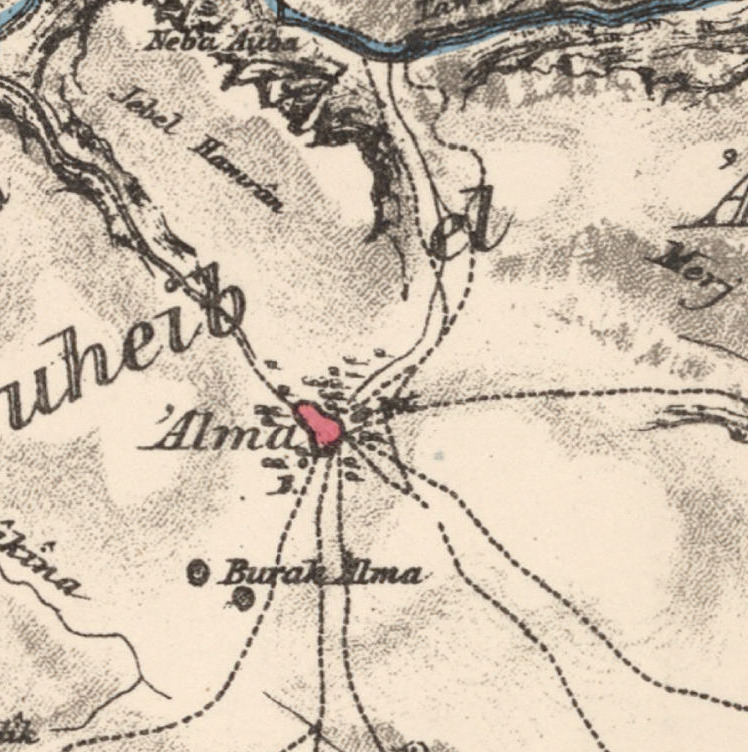
Carte d'Alma des années 1870.

Au début de la période ottomane Moshe Basola (en) vit à Alma en 1521-1523. Quinze familles juives et une synagogue s'y trouvaient bien que le defter ottoman ne recense aucun juif. Il est possible que Basola ait comptabilisé des juifs vivant entre Safed et Alma, et listés dans le defter, qui est un registre fiscal, à Safed.
Dans le registre fiscal ottoman (defter) de 1596, Alma fait partie de the nahié ("sous-district") de Jira et de la Liwa ("district") de Safed, avec 1440 habitants dont 288 foyers musulmans et 140 célibataires musulmans Muslim, 7 foyers juifs et un célibataire juif. Le village payait des taxes sur les chèvres, les ruches, un moulin à eau et un pressoir servant pour les olives et le raisin,. Le total des taxes perçues était de 51 100 akce. La prospérité du village était attribuée à sa proximité avec Safed.
Edward Robinson et Eli Smith, qui voyagent dans la région en 1838, donnent le nom complet du village : 'Alma el-Khait (علماالخيط).
James Finn, consul britannique à Jérusalem, décrit Alma dans les années 1850 : les roches basaltiques, les femmes et les enfants gaulant   les oliviers pour la récolte des olives. Il relève que la petite région du village est surnommée "Khait" (corde en arabe) et est réputée pour ses extraordinaires récoltes de maïs.
Victor Guérin visite Alma en 1875, qu'il estime peuple de 200 habitants. Dans The Survey of Western Palestine (1881), Alma la population est estimée à 250 musulmans algérois, vivant dans des maisons de pierre et qu milieu d'une plaine fertile et de quelques jardins.
D'après une liste de population de 1887, Alma avait 1105 habitants, tous musulmans.

### Période du mandat britannique

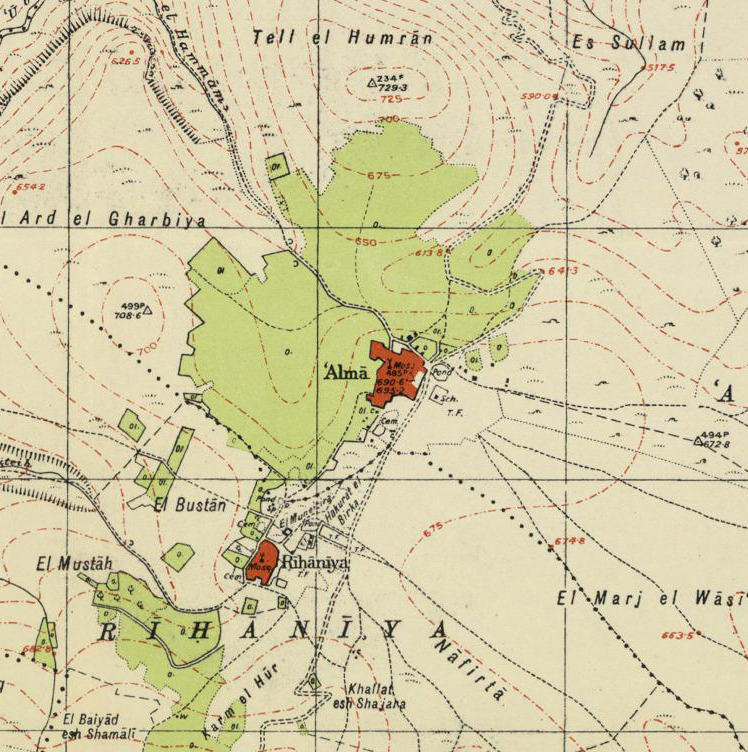
Carte d'Alma, vers 1940.

Après la Première Guerre mondiale, la Grande-Bretagne reçoit un mandat de la Société des Nations pour administrer ce qui devient la Palestine mandataire. Alma faisait partie du sous-district de Safed. Au recensement de 1922, Alma avait 309 habitants, tous musulmans, population qui augmente à 712 musulmans, et 148 maisons à celui de 1931
Dans les statistiques de Villages de 1945, la population atteint 950 habitants, tous musulmans.
Les habitants étaient principalement cultivateurs. Leurs productions, outre les céréales et le bétail, comprenaient l'olivier. Pendant la saison 1942-1943, 750 dounams (75 hectares) étaient plantes d'oliviers, dont 550 dounams d'oliviers portant fruits.
C'était la plus grande oliveraie du district de Safed. En 1944–45, 983 dounams étaient irrigués ou plantés ; 7475 dounams étaient consacrés aux céréales,.
Le village disposait de sa propre mosquée et d'une école primaire qui accueillait aussi les enfants du village tcherkesse voisin de al-Rihaniyya.
| Usage                    | Superficie |
| ------------------------ | ---------- |
| Irrigation et plantation | 983        |
| Olives                   | 750        |
| Céréales                 | 7475       |
| Constructions            | 147        |
| Cultivable               | 8458       |
| Non-cultivable           | 10 893     |

| Propriété | Dounams |
| --------- | ------- |
| Arabe     | 17 240  |
| Juive     | 0       |
| Publique  | 2 258   |
| Total     | 19 498  |

### Guerre de 1948 et expulsion
L’armée israélienne s’empare du village au cours de l’opération Hiram le 30 octobre 1948. L’historien israélien Benny Morris a retrouvé des archives montrant qu’Alma est le seul village de la région dont les habitants ont été expulsés alors qu’ils n’avaient offert aucune résistance. Les massacres de Safsaf et de Jish avaient eu lieu à moins de 10 km les jours d’avant. Le ministère des Minorités l’avait mis dans sa liste des villages qui n’ont pas résisté et qui ne seraient pas punis. C’est la septième brigade qui procède à l’expulsion.

### Période israélienne
Le site du village arabe est entouré d’une clôture qui empêche l’accès aux ruines, recouvertes d’herbe. En 1998, le nombre de descendants issus des habitants d’Alma expulsés en 1948 est estimé à 6767.
Un nouveau village israélien est implanté à proximité immédiate du site du village arabe. Ce moshav, également baptisé Alma, est fondé le 1er septembre 1949 pour accueillir des juifs de Libye. En 1953, un groupe de personnes converties au judaïsme, dit les juifs de San Nicandro, arrive d’Italie. Ils abandonnent ensuite Alma pour s’installer ailleurs. Ils sont alors remplacés par les juifs de Cochin.